# Gustavo Aguirre Benavides 2da. Sección
Gustavo Aguirre Benavides 2da. Sección är en ort i Mexiko.   Den ligger i kommunen Reforma och delstaten Chiapas, i den sydöstra delen av landet, 600 km öster om huvudstaden Mexico City. Gustavo Aguirre Benavides 2da. Sección ligger 45 meter över havet och antalet invånare är 126.
Terrängen runt Gustavo Aguirre Benavides 2da. Sección är platt. Runt Gustavo Aguirre Benavides 2da. Sección är det ganska glesbefolkat, med 27 invånare per kvadratkilometer. Närmaste större samhälle är Huimanguillo, 5,9 km väster om Gustavo Aguirre Benavides 2da. Sección. Omgivningarna runt Gustavo Aguirre Benavides 2da. Sección är en mosaik av jordbruksmark och naturlig växtlighet.